# بزرگ‌علف

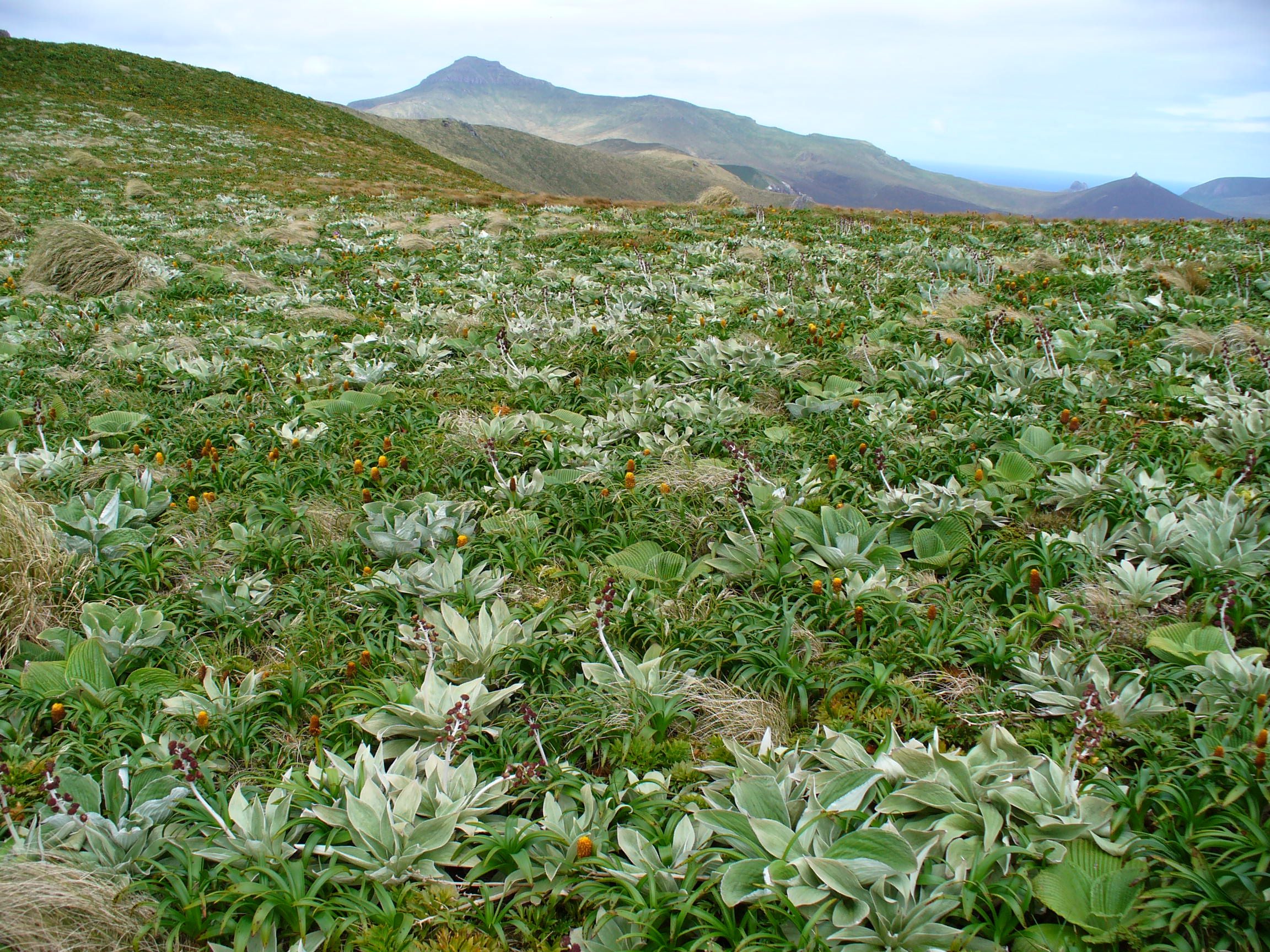
بزرگ‌علف‌ها در جزیره کمپبل

بزرگ‌علف یا علف‌بزرگ‌ (انگلیسی: Megaherb)، گروهی از گل‌های وحشی علفی هستند که در جزایر زیرقطب جنوب نیوزیلند (New Zealand Subantarctic Islands) و در دیگر جزایر زیرقطب جنوب (subantarctic islands) رشد می‌کنند. آنها با اندازه بزرگشان، با برگ‌های بزرگ و گل‌های بسیار بزرگ و اغلب رنگی نامعمول، که به‌عنوان سازگاری با شرایط آب و هوایی سخت در جزایر فرگشت یافته‌اند، مشخص می‌شوند. آنها به‌دلیل ورود پستانداران از چرای بی‌رویه رنج می‌برند.

## پیدایش و پراکنش

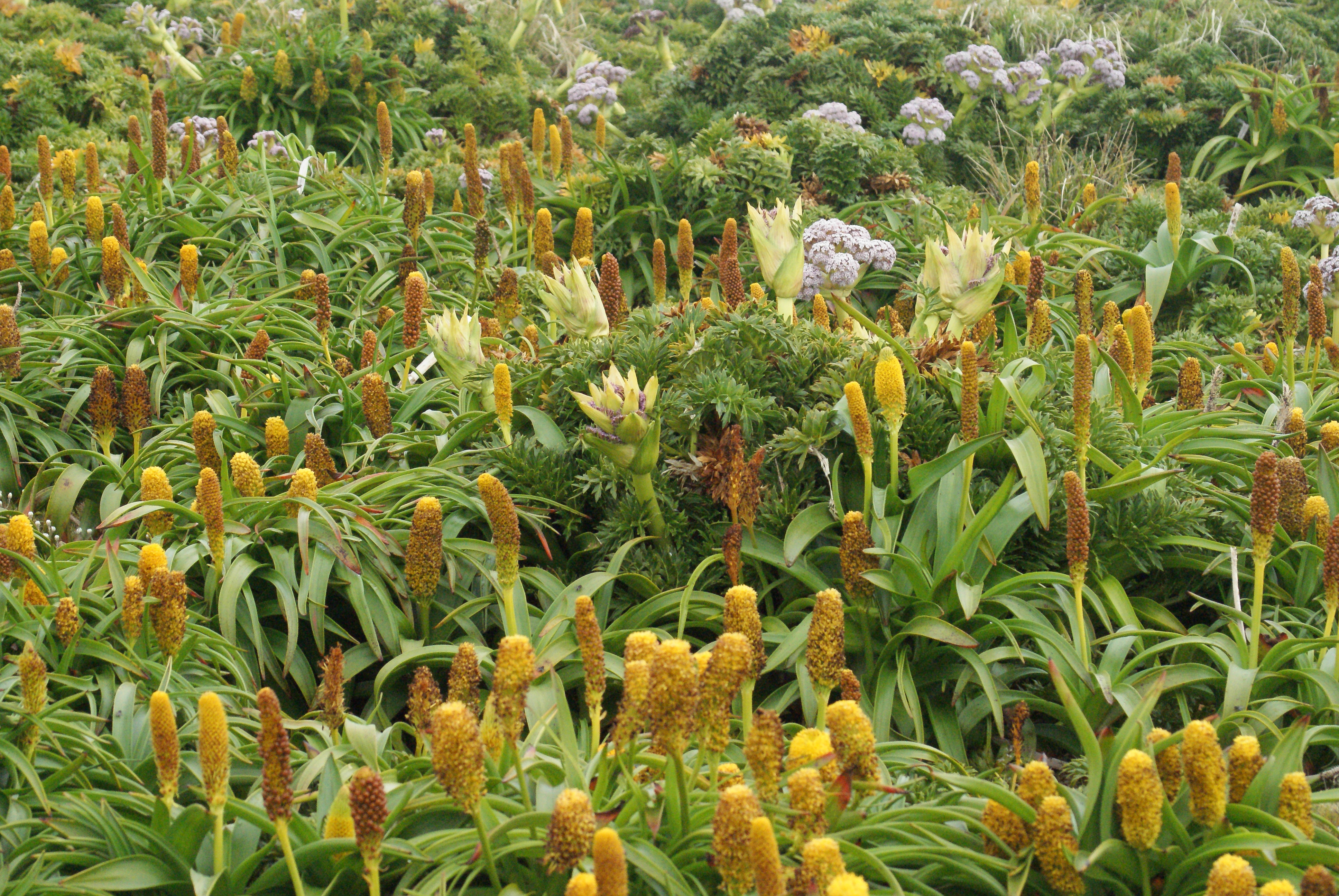
نمای نزدیک از بزرگ‌علف‌ها در جزیره اندربی از مجمع الجزایر اوکلند

در اصل، این اصطلاح برای توصیف علف‌هایی با برگ‌های بزرگ که مراتع را در جزایر زیرقطبی تشکیل می‌دهند، ابداع شد، اما همچنین برای توصیف اشکال گیاهی استوایی آلپ که در آند، آفریقای‌شرقی و گینه‌نو یافت می‌شود به‌کار می‌رفت. آنها علف‌های بزرگی هستند که می‌توانند به اندازۀ بیش از یک متر برسند، اغلب دارای گل‌های رنگارنگ خیره‌کننده، برگ‌های بزرگ و ساقه‌های بلند هستند و اجزای مهم بوم‌سازگان جزایر زیرقطبی هستند. فراتر از این صفات، بزرگ‌علف‌ها می‌توانند شکل‌های مختلفی داشته باشند؛ مثلاً برخی از جنس‌ها دارای برگ‌های چندساله و برخی دیگر خزان‌پذیر هستند. گل‌های با رنگ‌های شدید منحصر به گیاهان بزرگ نیستند، بلکه در دیگر گونه‌های گیاهی در همان محیط‌ها نیز دیده می‌شوند یا به‌طور تصادفی به‌وجود آمده‌اند یا سازگاری فرگشت با محیط هستند.
آنها در محیط‌های مرطوب، بادخیز و سرد جزایر زیرقطبی زندگی می‌کنند، جایی که با گیاهان بالشتکی و علفه‌های توده‌ای همزیستی می‌کنند اما درختان وجود ندارند. یک گونه منفرد پلوروفیلوم هوکری (Pleurophyllum hookeri)، تقریباً یک سوم جزیره مک‌کواری را پوشش می‌دهد که در آن یک گیاه بزرگ دیگر به نام کلم مک‌کواری (Azorella polaris) نیز وجود دارد.
آنها در جزیره به حداکثر وسعت خود می‌رسند. تنها جزیره‌های زیرقطبی که بدون آنها هستند، فالکلند و جورجیای‌جنوبی هستند، اما چمن پنکه‌ای (Poa flabellata) در جنوب جورجیا را می‌توان یک بزرگ‌گیاه در نظر گرفت. در جزیره کمپبل (Campbell Island, New Zealand) به نظر می‌رسد ترجیحاً در زمین‌های غنی از مواد مغذی (مغذی شده) رخ می‌دهند. پژوهشگران از دهه ۱۹۴۰ اغلب به اشتباه تصور می‌کردند که آنها به صخره‌ها و تاقچه‌ها محدود می‌شوند، زیرا چرندگان آنها را از مناطق دیگر خارج کرده بودند.
خارق‌العاده‌ترین علف‌علف‌ها، چمن‌زار «پلوروفیلوم» است، جامعه‌ای که تحت سلطه ترکیب علفی برگ‌های بزرگ قرار دارد، که در خارج از مناطق استوایی نمایش گل‌ها را تولید می‌کند.— جوزف دالتون هوکر، نقل شده در فِل، ۲۰۰۲
آنها بهترین گیاهان شناخته‌شده در جزایر زیرقطب جنوب نیوزیلند هستند و اجزای مهم تنوع زیستی این منطقه هستند. نام دیگر «علف‌های بزرگ‌برگ» است.

## آرایه

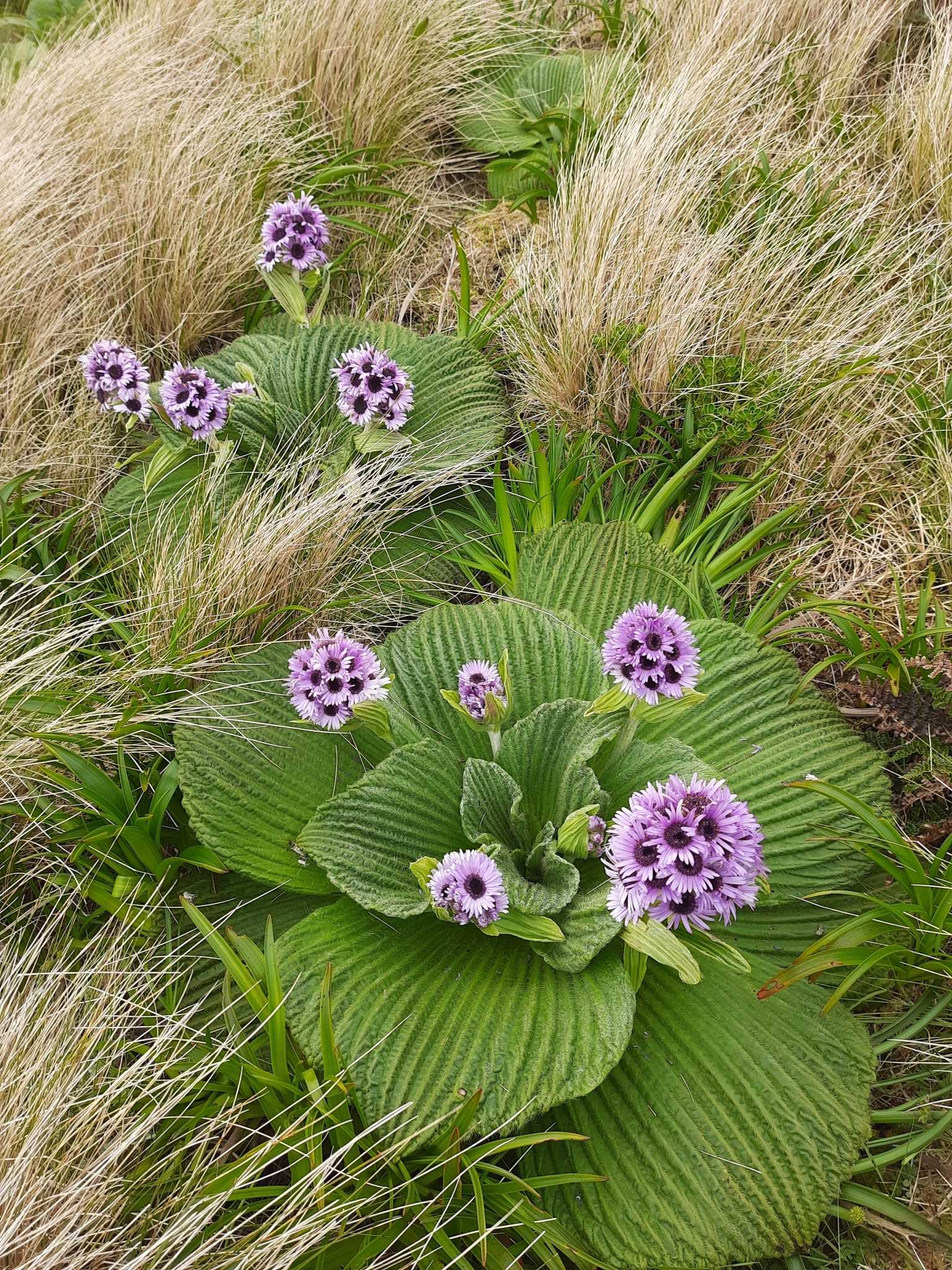
پلوروفیلوم اسپسیوم

گونه‌های رایج تشکیل‌دهنده بزرگ‌علف‌ها عبارتند از کاسنیان، چتریان، شب‌بویان، گل‌سپاسیان و سوسنیان. گاهی گندمیان (علف‌ها) نیز شامل می‌شود. در جزایر زیرقطب جنوب نیوزیلند، چهار جنس بومی بزرگ‌علف‌ها را تشکیل می‌دهند. از جمله آنیزوتوم (Anisotome) و بولبینلا (Bulbinella) با گل‌های رنگارنگ و پلوروفیلوم (Pleurophyllum) و آزورلا (Azorella) با برگ‌های بزرگ هستند. جنس‌های اضافی جنتیانلا (Gentianella) و پرینگلا (Pringlea) هستند.
فراموشم مکن جزیره چاتام (Myosotidium hortensia) به‌طور طبیعی در جزایر چاتام وجود دارد اما به نیوزیلند آورده شده است. برگ‌های بزرگی دارد و رزت‌هایی به عرض یک متر می‌سازد. کلم کرگولن (Pringlea antiscorbutica) یک گونه گیاهی است که در جزیره هرد وجود دارد، جایی که یک گونه کلیدی در مزارع گیاهی، جزایر کروزت، جزایر کرگولن، جزیره پرنس ادوارد و جزایر پرینس ادوارد است.
گونه‌های دیگر به نام «بزرگ‌علف‌ها» عبارتند از فورمیوم کولنسو (Phormium colensoi) در نیوزیلند. آلاله لیالی(Ranunculus lyallii) نیز یک بزرگ‌علف محسوب می‌شود و آستلیا سولانی (Astelia solani) به‌عنوان یکی از آنها یاد شده است. گونه‌های آسیفیلا لاتیفولیا (Aciphylla latifolia)، بالبینلا رزی (Bulbinella rossii)، میوسوتیدیم هورتنزیا (Myosotidium hortensia)، پلوروفیلوم‌ها و آزورلا در جزایر چاتام به‌عنوان «بزرگ‌برگیان علفی» نامیده شده است. در نهایت، سنبل ختایی در ایسلند به‌عنوان نمونه‌ای از بزرگ‌علف نیم‌کره شمالی در نظر گرفته شده است.

## تاریخ فرگشت و بوم‌شناسی
منشأ شکل رشد بزرگ‌علف مبهم است. چندین جنس مختلف زیرقطبی به‌طور مستقل این ویژگی را فرگشت دادند که برای جنس پلوروفیلوم مشخص است. گیاهان آزورلا از اجدادی با برگ‌های کوچکتر فرگشت یافته‌اند. این گیاهان از آخرین بیشینه یخبندان در جزایر زیرقطبی جان سالم به در بردند و پس از پایان آن به سمت شمال گسترش یافتند. گونه‌های مرتبط نیز در نیوزیلند وجود دارند.
بزرگ‌علف‌ها به‌عنوان نوعی از غول‌پیکری توصیف شده است. فرگشت شکلی بزرگ‌علف ممکن است نتیجه شرایط خاص در جزایر زیرقطبی باشد. برگ‌های بزرگ می‌توانند هواپخش‌های حاوی مواد مغذی را رهگیری کنند و گرما را در محیط‌های سرد به‌دام اندازند. رشد رزت باعث کاهش سرعت باد و تبخیر و سرمایش ناشی از باد می‌شود. برگ‌ها همچنین ممکن است برای جذب گرما از تشعشعات منتشر عمل کنند و دمای بالاتری در بزرگ‌علف‌ها نسبت به محیط پیرامون اندازه‌گیری شده است. در عین حال، کمبود جانوران گیاه‌خوار، آب فراوان و مواد مغذی به‌دست آمده توسط پرندگان دریایی و دمای ثابت رشد گیاهان بزرگ را تسهیل می‌کند.

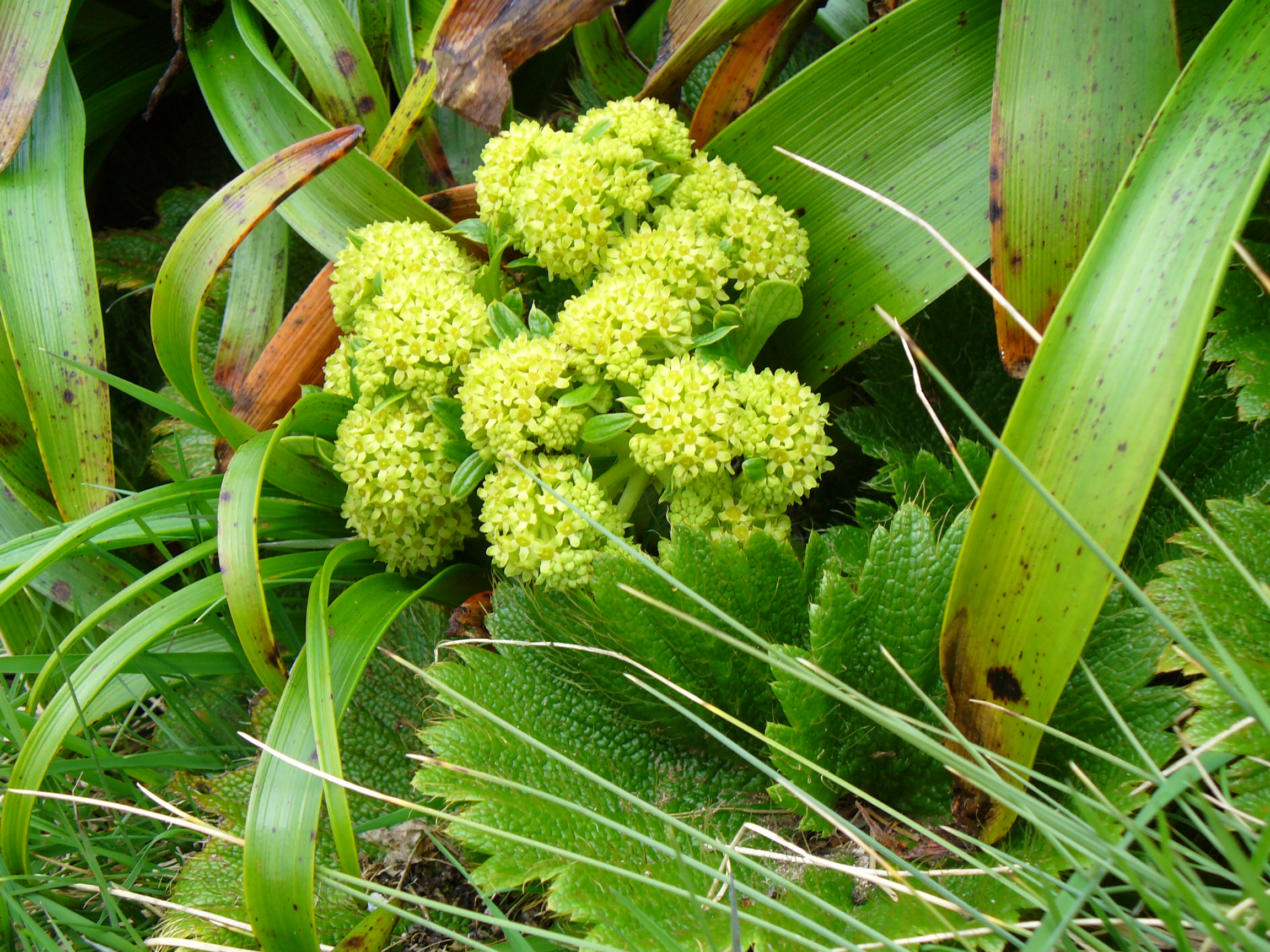
آزورلا پولاریس

در جزیره آدامز (Adams Island) بزرگ‌علف‌ها به‌خوبی توسعه یافته‌اند و در آنجا توسط کود مرغی بارور می‌شوند. در مقابل، پرندگان از آن‌ها به‌عنوان پوشش و منبع حشرات استفاده می‌کنند و توسط پرندگان لانه‌ساز نقب‌زده می‌شوند. چنین نقب‌هایی ممکن است بر ایجاد جوامع بزرگ‌علف تأثیر بگذارد. آنها جزو نخستین گیاهانی هستند که لانه‌های آلباتروس سابق را در جزیره آدامز مستقر کردند. وقوع همزمان برگ‌های بزرگ، بافت‌های ذخیره‌سازی بزرگ زیرزمینی، بذرهای بزرگ و خروجی بذر بزرگ نیز در بزرگ‌علف‌ها یافت می‌شود و به‌نظر می‌رسد که بازتاب‌دهندۀ سازگاری‌های غیرعادی است، زیرا تبادل منابع معمولاً وقوع همزمان آنها را ممنوع می‌کند.
گیاهان با برگ‌های بزرگ در مکان‌های دیگری مانند شیلی، هاوایی، کنیا و نیوزلند نیز وجود دارند، اما ویژگی‌های خاصی برای بزرگ‌علف‌ها زیرقطبی وجود دارد و تفاوت‌های محیطی مانند تابش کمتر و پایدارتر وجود دارد. فرگشت آنها ممکن است توسط عوامل محیطی مشابهی که در کوه‌های مرتفع و آب‌وهوای قطبی با آن مواجه می‌شوند، هدایت شود، مانند هوای سرد و باد، و بنابراین ممکن است نمونه‌هایی از فرگشت همگرا باشند.
جیرجیرک‌های سنگین، جیرجیرک‌های بدون پرواز نیوزلند، برای گرده‌افشانی بزرگ‌علف‌ها دیده شده‌اند و ممکن است گرده‌افشان اصلی آنها باشد. شب‌پره‌ها نیز در گرده‌افشانی بزرگ‌علف‌ها مشاهده شده‌اند.

## تاریخ بشر
بزرگ‌علف‌ها اولین بار توسط گیاه‌شناس بریتانیایی جوزف دالتون هوکر، که این اصطلاح را در سال ۱۸۴۷ ابداع کرد توصیف شد. جزیره کمپبل به‌خاطر علفزارها و بزرگ‌علف‌ها معروف است. سایت باغ فیرچایلدز در جزیره آدامز در سال ۱۸۹۱ به‌دلیل بزرگ‌علف‌های آن مورد توجه قرار گرفت. ظاهر مشخصه پلوروفیلوم را به گیاهی تبدیل می‌کند که می‌تواند در باغبانی استفاده شود، اما تلاش‌ها برای کشت آن در خارج از محیط زیرقطب جنوب تا حد زیادی ناکام بوده است.

## تهدیدها

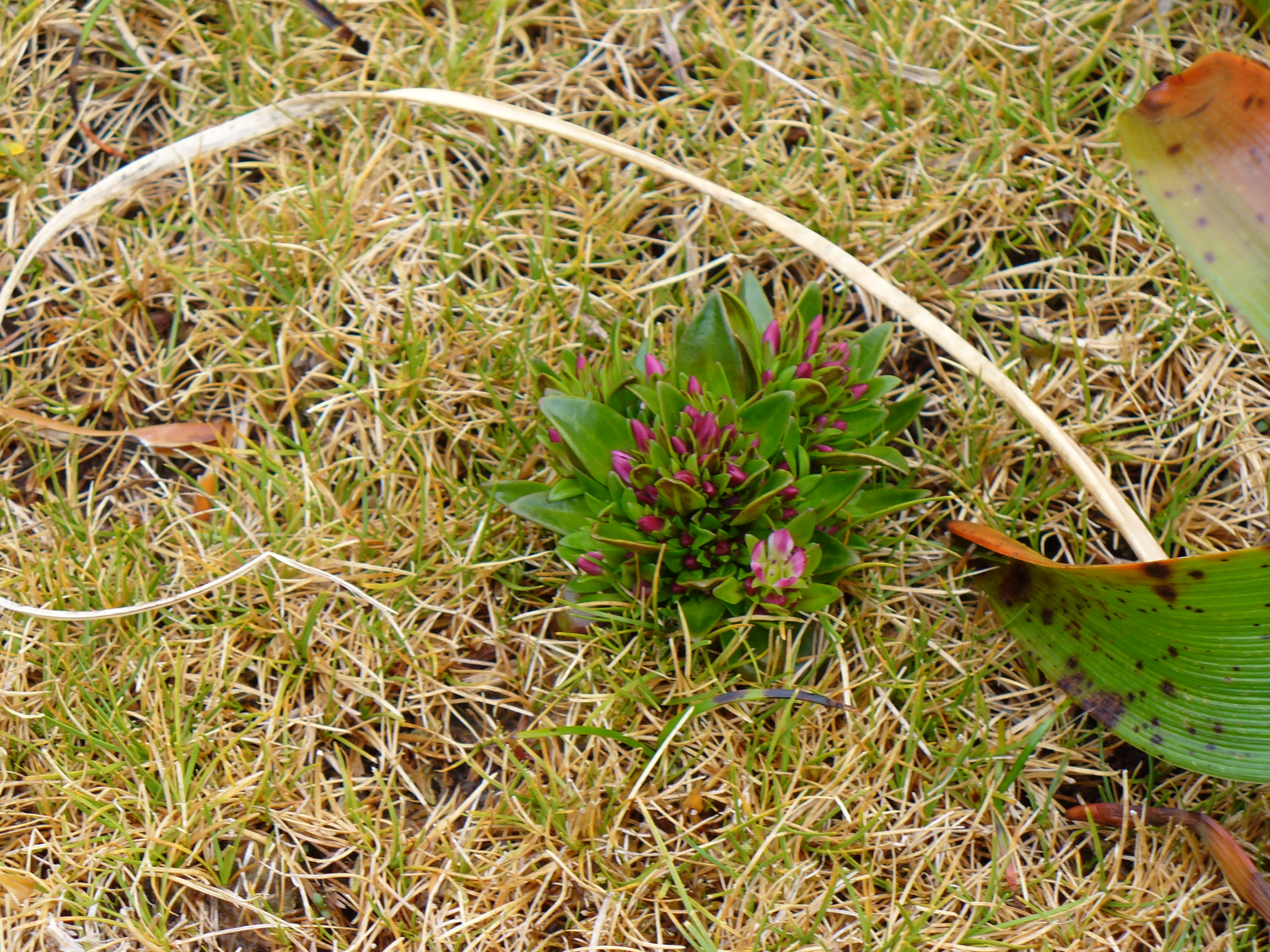

بزرگ‌علف‌ها مستعد چرای بی‌رویه پستانداران هستند. خوک‌های وحشی جوامع گیاهی در جزیره اوکلند را ویران کرده‌اند. در جزیره مک‌کواری، خرگوش‌ها بزرگ‌علف‌ها را مصرف می‌کنند در حالی که موش‌ها بذرهای مینای برگ‌نقره‌ای را در مکان‌هایی که برای جوانه‌زنی مناسب نیستند، ذخیره می‌کنند و رشد جمعیت خرگوش منجر به کاهش عمده جمعیت‌های گیاهی و همچنین دیگر گونه‌های گیاهان جزیره شده است.
در جاهایی که جانوران چرنده حذف شده‌اند، گونه‌های گیاهی اغلب به سرعت دوباره زمین را اشغال می‌کنند. انتظار می‌رود که پس از کاهش جمعیت خرگوش‌ها و جوندگان از سال ۲۰۱۰، این اتفاق در جزیره مک‌کواری رخ دهد. برعکس، تا سال ۱۹۹۴، تنها بهبودی نسبی در جزیره کمپبل انجام شد.

## کاربردهای دیگر این اصطلاح
اصطلاح «بزرگ‌علف» گاهی برای توصیف گونه‌های گیاهی از دیگر قاره‌ها به‌کار می‌رود که ویژگی‌هایی شبیه به بزرگ‌علف‌های زیرقطبی دارند. همچنین برای توصیف اعضای خانواده گل خرچنگی، که گونه‌های مدارگان هستند، و برای گونه‌های حوضه آمازون (Phenakospermum guyannense) استفاده شده است.

## نگارخانه

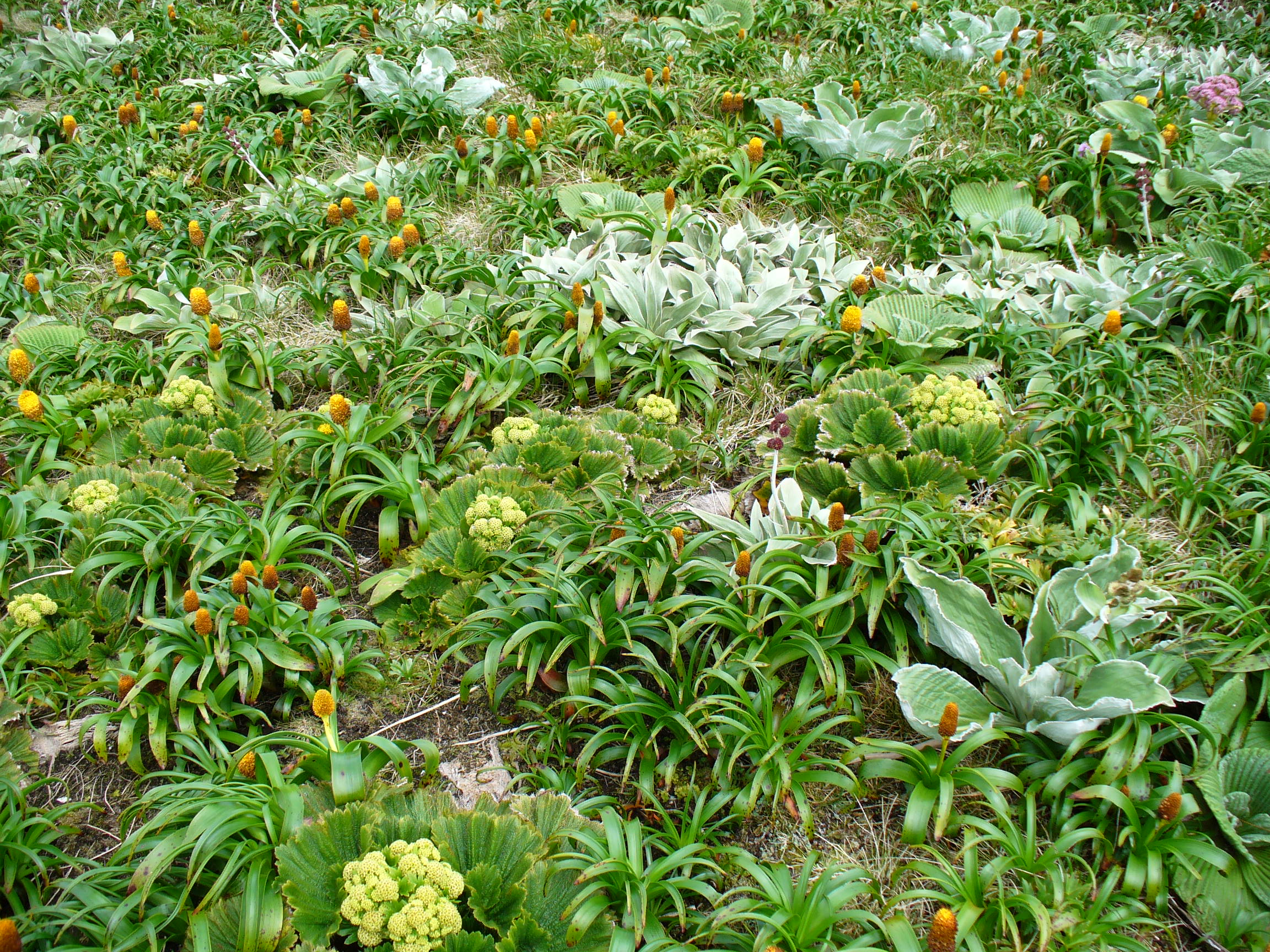
بولبینلا رزی، آزورلا پولاریس و دو گونه از پلوروفیلوم
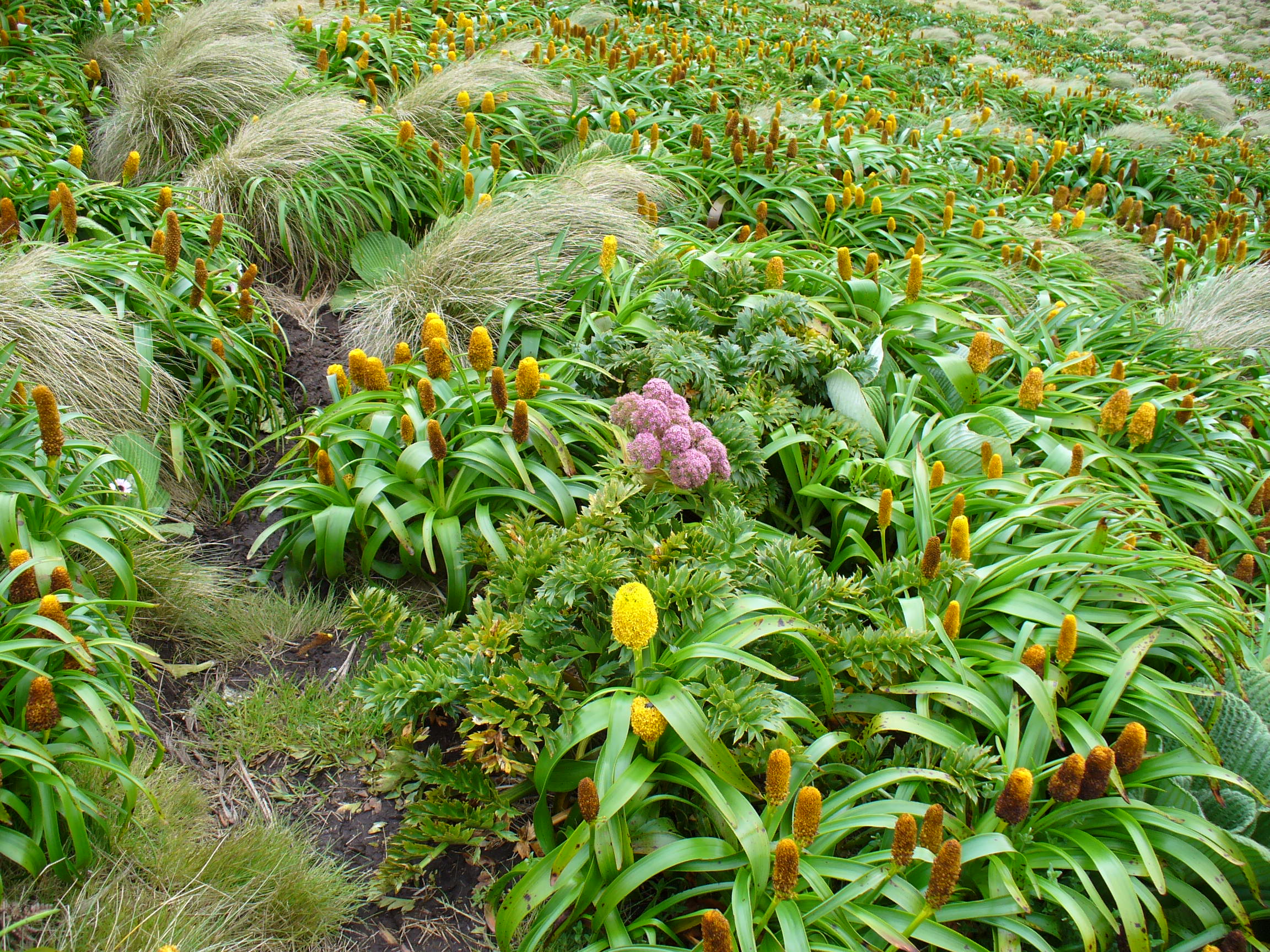
بولبینلا رزی, آنیزوتوم لاتیفولیا و پلوروفیلوم
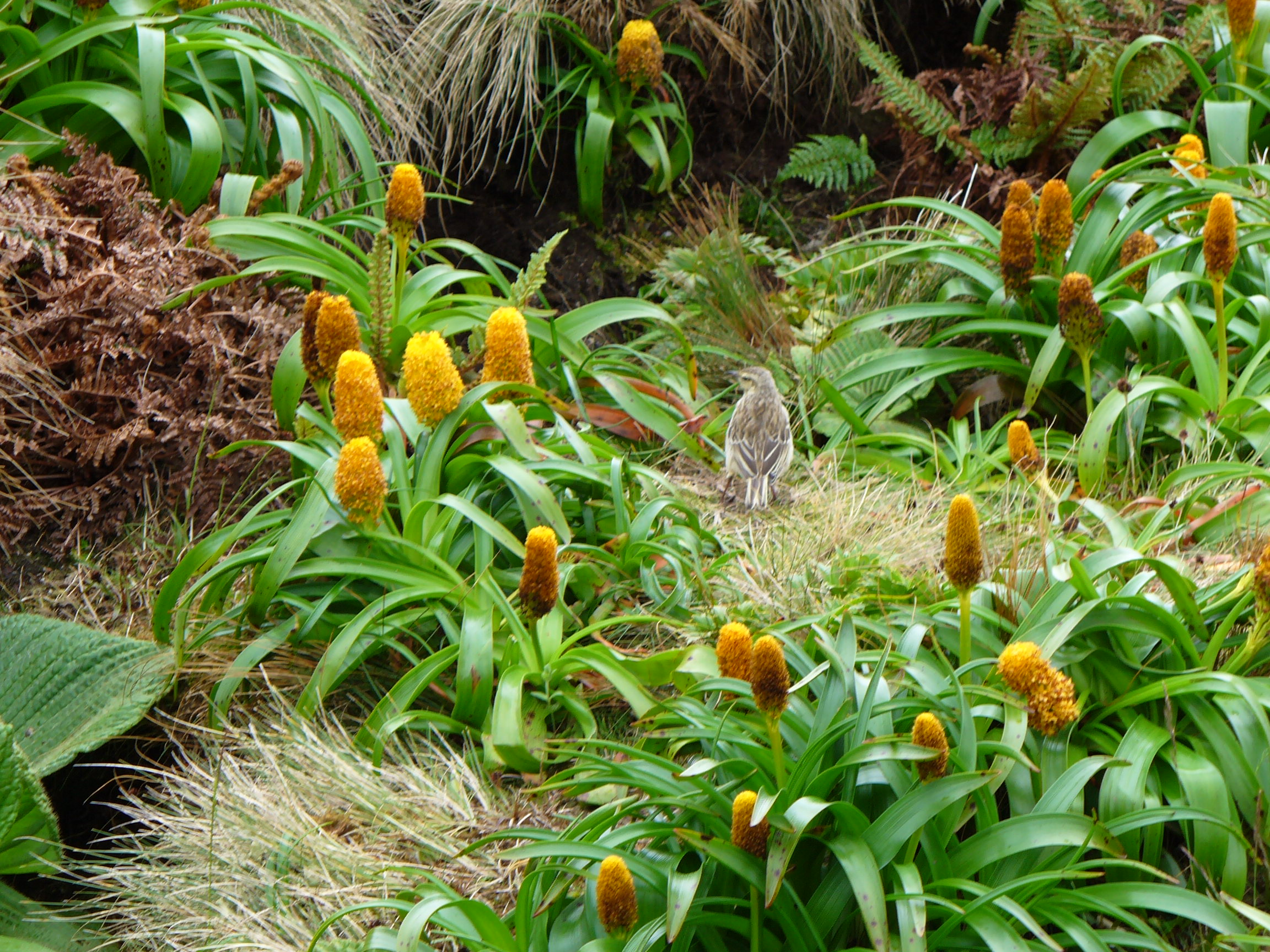
بولبینلا رزی
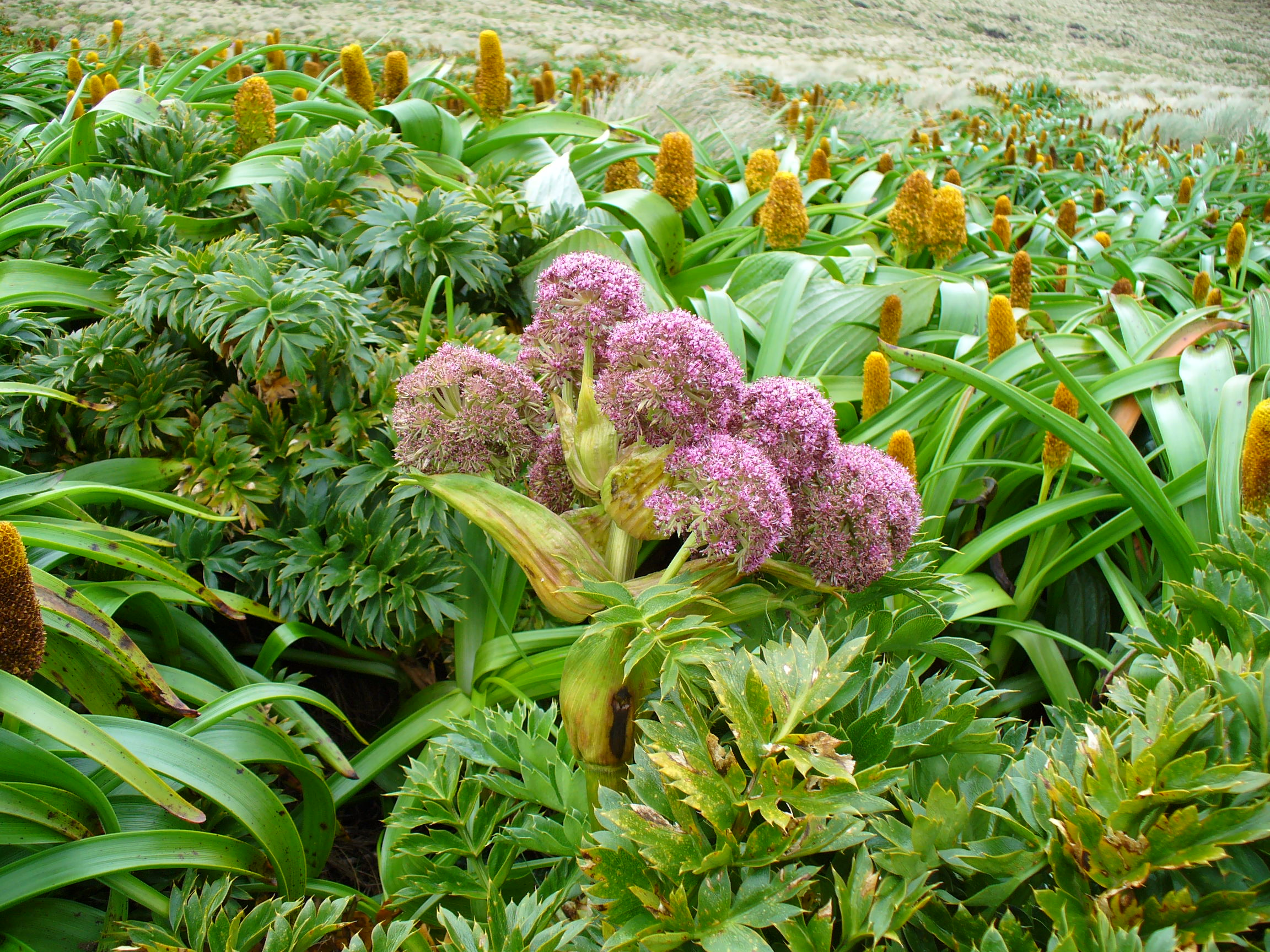
آنیزوتوم لاتیفولیا و بولبینلا رزی
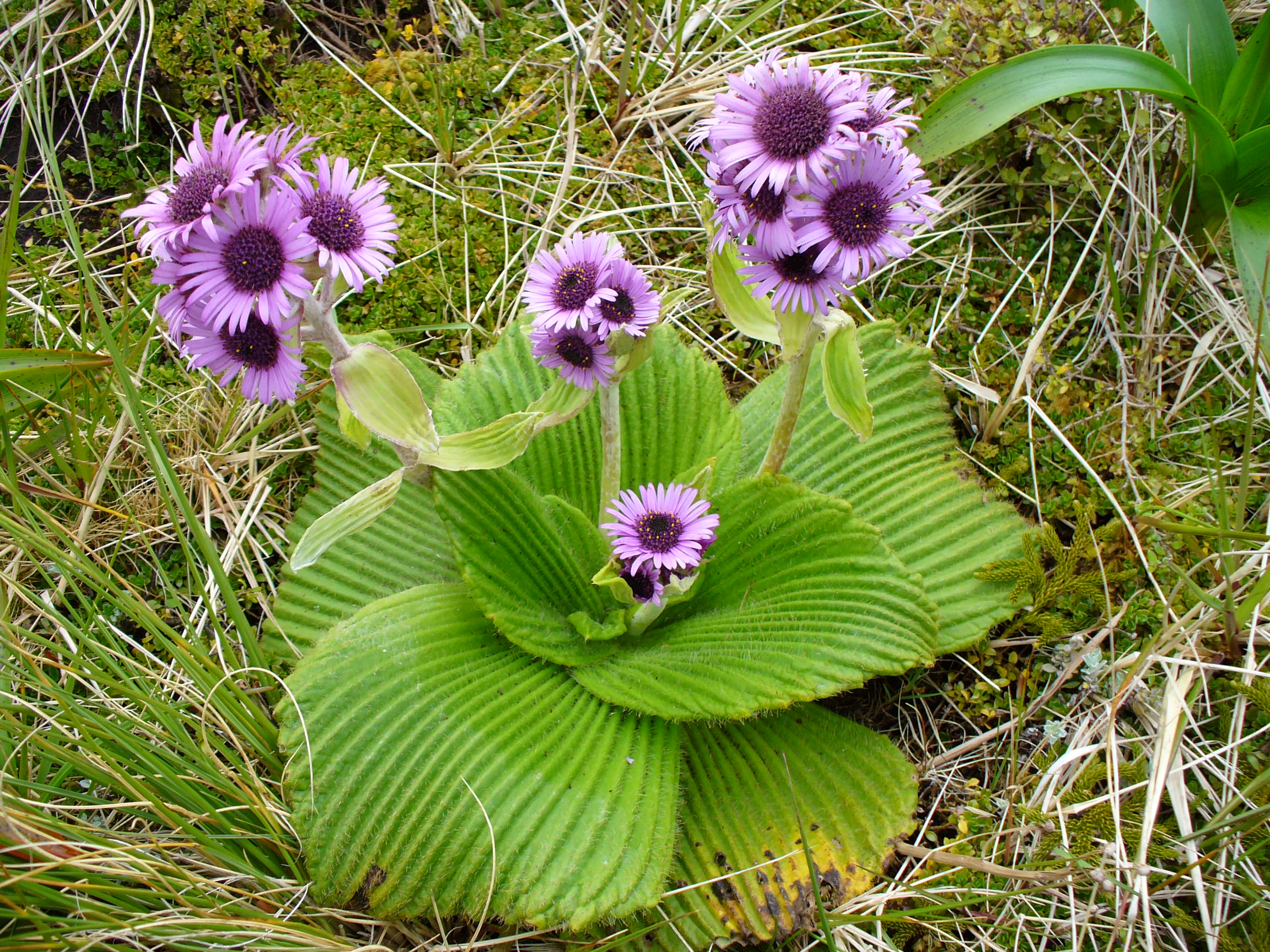
پلوروفیلوم اسپسیوم, مینای جزیره کمبل
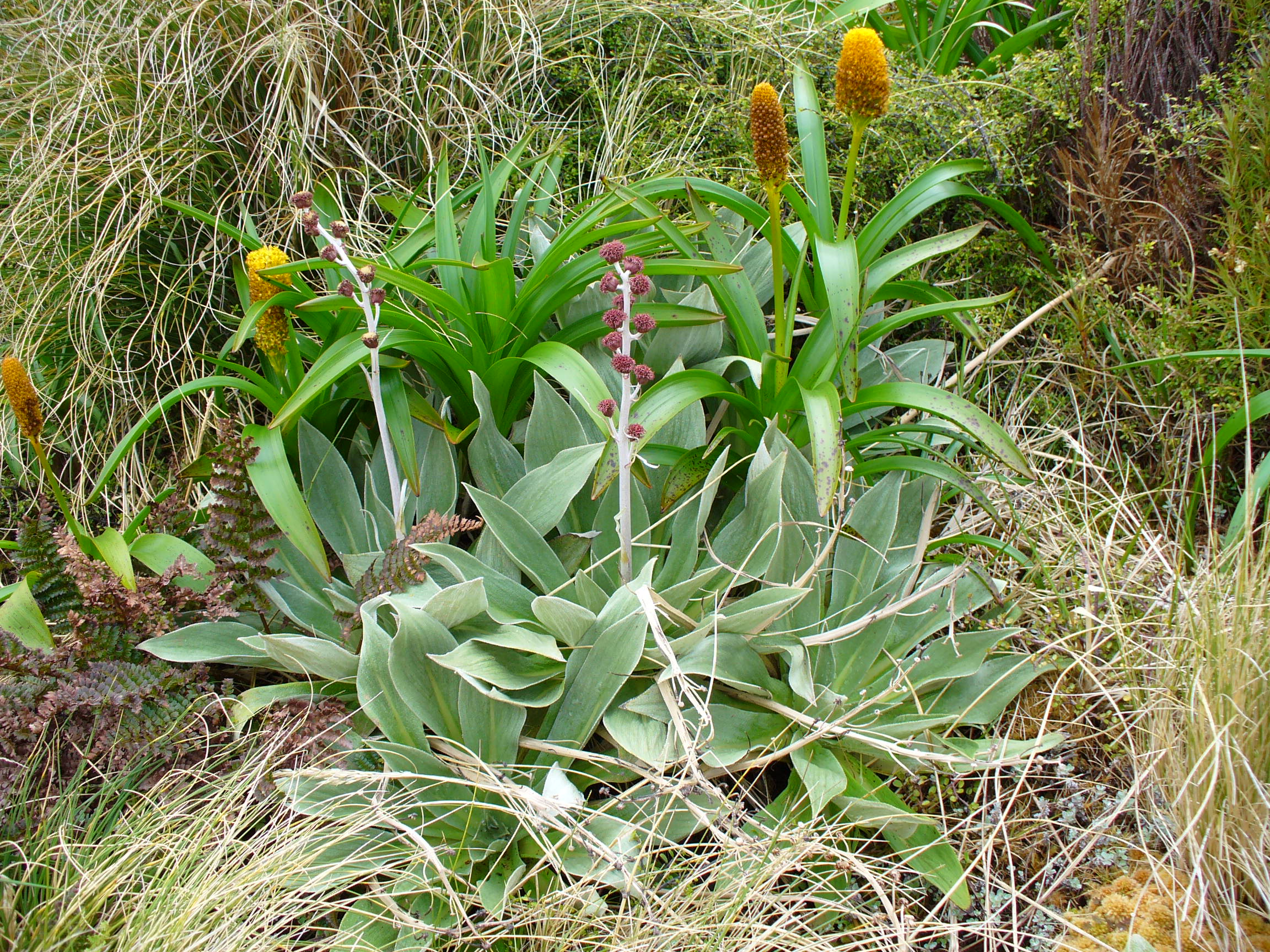
پلوروفیلوم هوکری و بولبینلا رزی
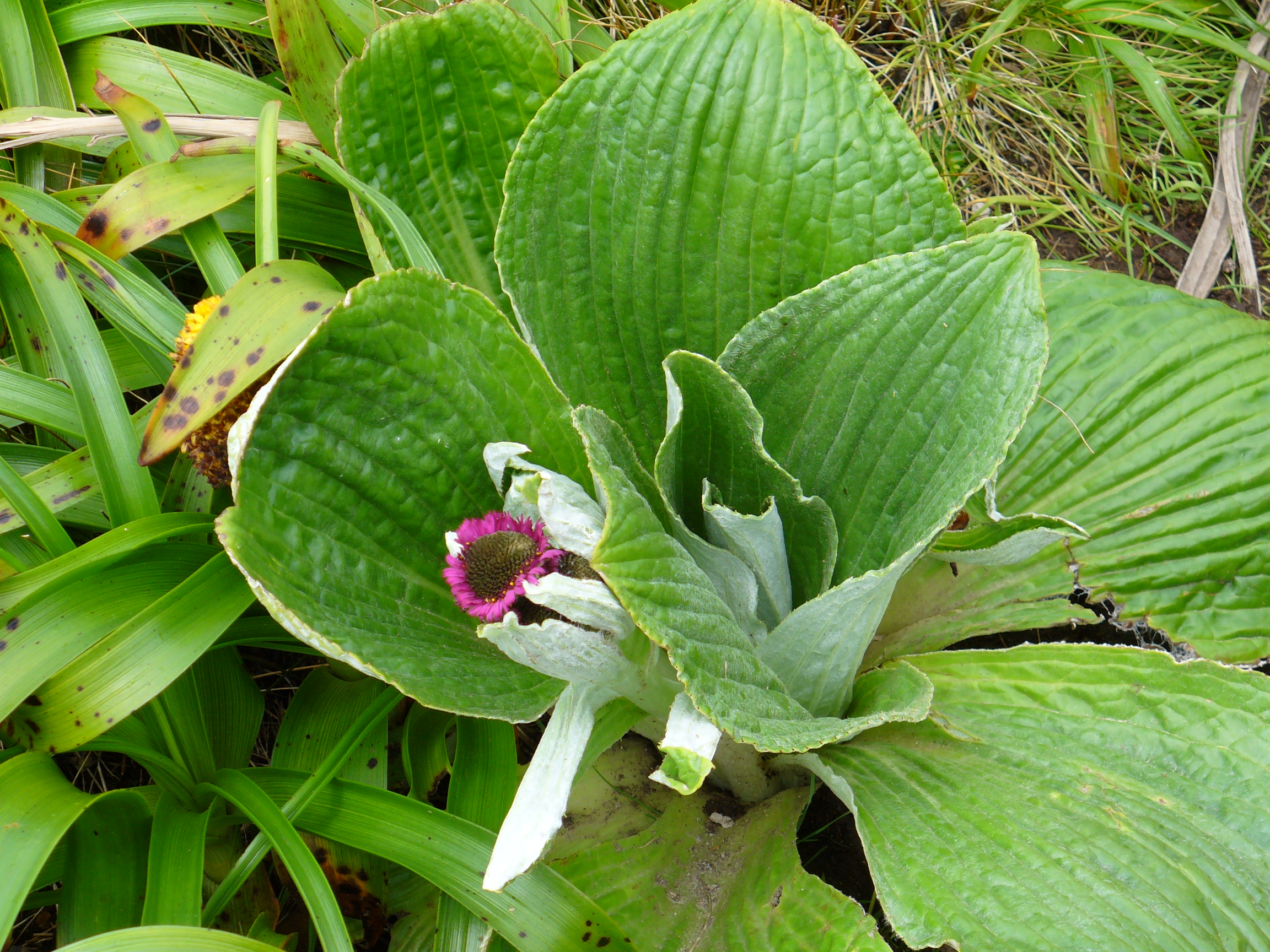
یک دورگه بین پلوروفیلوم هوکری و پلوروفیلوم اسپسیوم
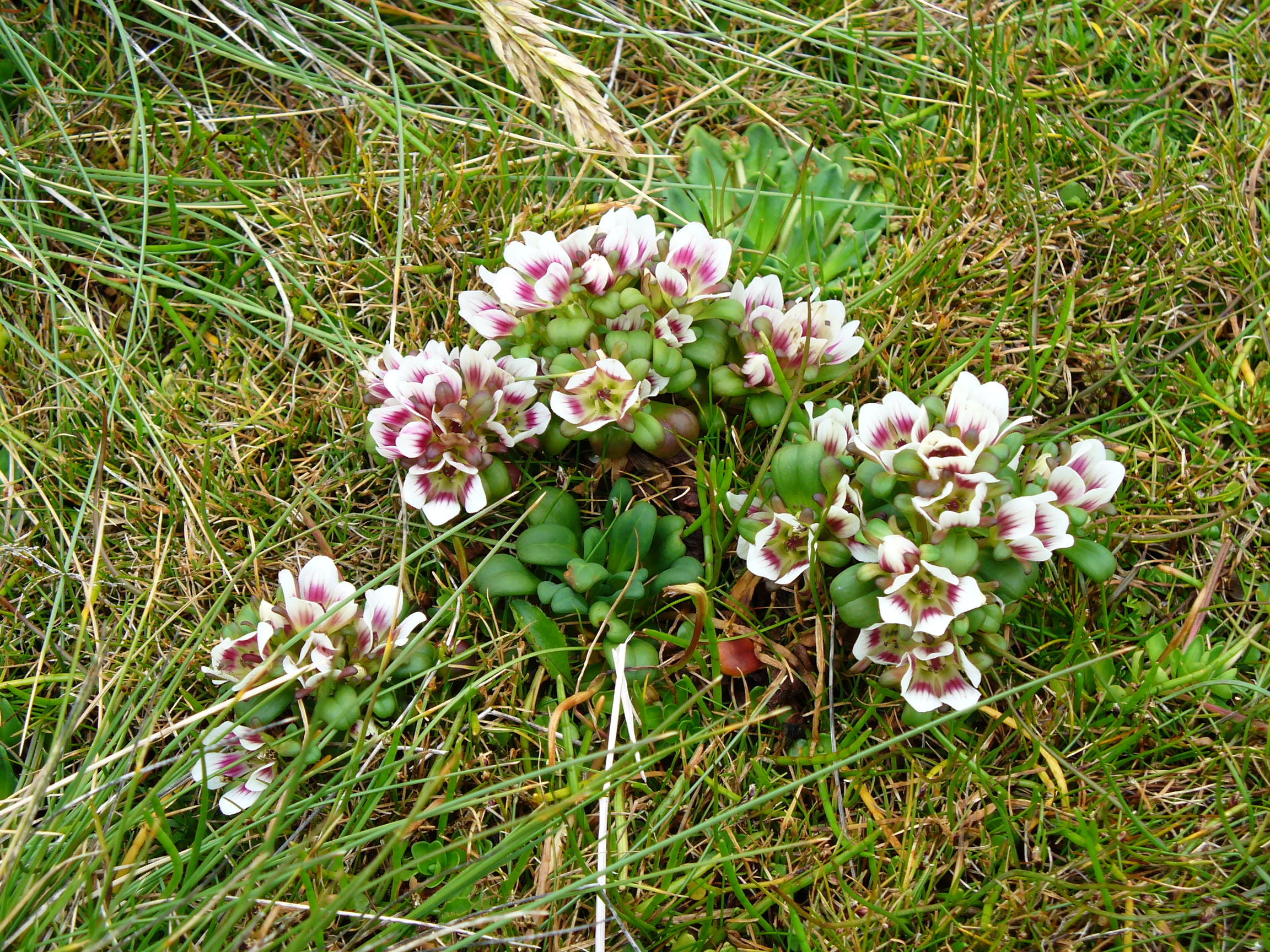
جنتیانلا کونسینا